# بلم رأس الرجاء
بلم رأس الرجاء (الاسم العلمي:Engraulis capensis) (بالإنجليزية: Southern African anchovy)‏ هو نوع من الأسماك يتبع جنس البلم من الفصيلة البلمية.